# Dmitrij Markov (fotograf)
Dmitrij Alexandrovič Markov (23. dubna 1982, Puškino – 16. února 2024, Pskov) byl ruský novinář a fotograf. Známým se stal vytvářením žánrových fotografií „provinčního Ruska“ na běžném fotoaparátu chytrého telefonu a jejich publikováním na svém instagramovém účtu.

## Kariéra
Dmitrij Markov se narodil 23. dubna 1982 v Puškinu. Začal studovat na průmyslové škole. Během tohoto období získal první fotoaparát a fotografovat se učil u Alexandra Lapina.
Do roku 2007 pracoval jako fotograf a novinář v redakci Argumenty i fakty. V roce 2005 byl Markov pozván k fotografování v sirotčinci a díky této cestě se začal zajímat o dobrovolnictví. Tento koníček ho vedl k přestěhování z moskevské oblasti do Porchova – od roku 2007 do roku 2012 pracoval Dmitrij v Pskovské veřejné organizaci "Rostok" se sirotky z nápravných sirotčinců a také jako učitel v dětské vesnici Fedkovo. Spolu se zaměstnanci dobročinných nadací navštívil desítky sociálních ústavů od dětských domovů po kolonie. Zároveň pořizoval fotografie ze života teenagerů, mluvil o tom na svém blogu.
V roce 2016 se stal prvním ruským účastníkem a jedním z 15 fotografů z 15 zemí, kteří se zúčastnili reklamní kampaně pro iPhone 7 „Apple's Taken on the iPhone“.
V roce 2017 vydala Treemedia Markovovu první knihu „#Černovik“. V souvislosti s vydáním knihy v únoru 2018 uspořádalo Moskevské centrum dokumentární fotografie Fotodoc Markovovu osobní výstavu „Rusko. #Černovik".

## Zatčení v roce 2021
Dne 2. února 2021 byl Markov zadržen u moskevského městského soudu, kam přišel podpořit Alexeje Navalného. Fotograf byl převezen na policejní stanici Kosino-Ukhtomsky, kde vyfotografoval bezpečnostního důstojníka v ochranné výstroji a maskovací kukle, jak sedí pod portrétem ruského prezidenta Vladimira Putina. Tato fotografie se stala virální na sociálních sítích a stala se základem pro internetové memy. O pár dní později byl jediný podepsaný autorský výtisk fotografie prodán na charitativní aukci na Facebooku za 2 miliony rublů. Dmitrij slíbil, že částku rozdělí mezi OVD-Info a Apology of Protest, které se zabývají pomocí zadrženým na politických shromážděních.
Markov zemřel 16. února 2024, shodou okolností ve stejný den jako Alexej Navalnyj.

## Hodnocení
Kritici často obviňují Markova z očerňování ruské reality a z ukazování nevzhledných obrazů provinčního života  . Markov však vysvětluje, že se zaměřuje na nevzhledné detaily, protože velmi dobře zná a cítí potřeby nepříliš prosperujících lidí . Mezi subjekty jeho fotografií jsou postižení lidé, sirotci, vězni, vojenský personál a prostě obyvatelé ruského vnitrozemí.
Evropané nazývají Markovovy fotografie ilustracemi ruských klasiků.
Někteří kritici srovnávají styl Markovových fotografií s obrazy renesance a obrazy Alexandra Dejněky .
Umělec Dmitrij Vrubel vytvořil virtuální muzeum, jehož jedno z oddělení je pojmenováno po Markovovi .